# Steil achterover
Steil achterover was een twaalfdelige Nederlandse televisieserie van de NCRV dat uitgezonden werd van 25 februari 1989 tot 13 mei 1989. De afleveringen duurden 25 minuten en werden in de vooravond uitgezonden. In de zomer van 2005 werd de serie herhaald.

## Verhaal
De serie werd geschreven door Hetty Heyting die zelf de rol speelde van de verlegen kapster Suus.
De serie speelde zich af rond een kappersgezin, Alfred en Do, die besloten hadden meer afstand van elkaar te nemen.
Alfred en Do hebben vier kinderen. Een moeilijke puberzoon Wijnand, een verwende dochter Patricia, Rolfje en de baby Puck.
Alfred nam zijn intrek in het kamertje achter de kapperszaak en Do bleef met de kinderen in hun huis achter om tot rust te komen. Alfred mocht zelfs niet mee aan tafel eten en kreeg zijn eten via een doorgeefluik op zijn kamertje.
Suus, een onhandige kapster in dienst bij Alfred, probeert met haar onzekere en simpele persoonlijkheid het kappersgezin, dat inmiddels op scheiden staat, bij elkaar te houden wat niet gemakkelijk is. 
Suus woont samen met haar zus Bibi, die psychologie studeert en altijd moeilijk doet, over alles. Bibi heeft een vriend Zeno waar Suus heimelijk verliefd op is maar niet voor durft uit te komen.
De zonen Wijnand en Rolfje en dochter Patricia maken het hun ouders ook niet gemakkelijk.

## Rolverdeling
| Personage | Acteur/actrice |
| --------- | -------------- |
| Wijnand   | Lennaert Boost |
| Bibi      | Margo Dames    |
| Suus      | Hetty Heyting  |
| Patricia  | Annelot Peters |
| Alfred    | Han Römer      |
| Zeno      | Michel Sorbach |
| Do        | Elsje de Wijn  |
| Rolfje    | Michael Vonk   |

## Afleveringen
| Aflevering | Titel                     | Uitzenddatum     |
| ---------- | ------------------------- | ---------------- |
| 1          | Scheiding in't midden     | 25 februari 1989 |
| 2          | Nattigheid                | 4 maart 1989     |
| 3          | Plankenkoorts             | 11 maart 1989    |
| 4          | Roet in het eten          | 18 maart 1989    |
| 5          | Veel te verbergen         | 25 maart 1989    |
| 6          | Buitengesloten            | 1 april 1989     |
| 7          | Meer dan een vriend       | 8 april 1989     |
| 8          | Het is een crime          | 15 april 1989    |
| 9          | Allerlei ongerechtigheden | 22 april 1989    |
| 10         | Door de mand gevallen     | 29 april 1989    |
| 11         | De sleutel van het drama  | 6 mei 1989       |
| 12         | Wie gaat er nou met wie?  | 13 mei 1989      |